# Оногава (озеро)
Оногава (яп. 小野川湖 оногава-кo) — пресноводное горное озеро в префектуре Фукусима в Японии, на территории села Китасиобара. Лежит на плато Урабандай, приблизительно в 2 км к востоку от озера Хибара. Через озеро протекает река Нагасе. Относится к бассейну реки Агано.
Оногава находится на высоте 794 м над уровнем моря. Наибольшая глубина - 21 м, средняя — 10 м. Глубина и высота озера существенно изменяются из-за работы ГЭС. Площадь озера — 1,4 км², его объём составляет 0,014 км³. Видимость составляет 3 м (согласно измерениям 1993-1994 гг., средняя видимость во время стратификации - ок. 5 м, в сезон гомотермии - ок. 3 м). Зимой замерзает. Озеро вытянуто с северо-востока на юго-запад.
На юго-западе озеро множество образованных селями островков. В 1916 году была построена плотина, поднявшая водяное зеркало до нынешней высоты. У южного края озера начинается туннель, отводящий воду к электростанции Оногава, после чего она сливается в озеро Акимото.
Озеро — завального происхождения, оно образовалось в результате извержения вулкана Бандай 15 июля 1888 года. В результате извержения обрушился пик вулкана объёмом 1,7 км³, и образовавшиеся от этого селевые потоки перекрыли долины нескольких рек, уничтожив множество деревень и образовав около 300 водоёмов, включая Оногаву. Оногава образовалось в результате запруживания одноимённой реки, притока Нагасе. Оногава, Хибара и Акимото — крупнейшие из сформировавшихся таким образом озёр.
Согласно измерениям, проведённым в 1993-1994 годах, максимальная температура воды составила 24,6°С, макс концентрация фосфора — 0,9 мкг/л. С августа по октябрь в гиполимнионе не остаётся растворённого кислорода, с конца весны по осень накапливается аммиак, макс измеренная 80 мкг азота/л. Озеро является погранично мезотрофным-эвтрофным озёрами.